# Sudoviska
Sudoviska, ett utdött västbaltiskt språk, indoeuropeiska språkfamiljen, även kallat jatvingiska. Talades förr i de preussiska regionerna Galinda och Sudovien/Sudauen. Spår av språket finns i vissa ukrainska och vitryska dialekter. Ursprungligen det språk sudauerna/jotvingerna talade, men var aldrig riktigt distinkt. Sedan Sovjetunionens fall har forskning påbörjats om språket och folkets historia.